# Babylon-Turmschnecke

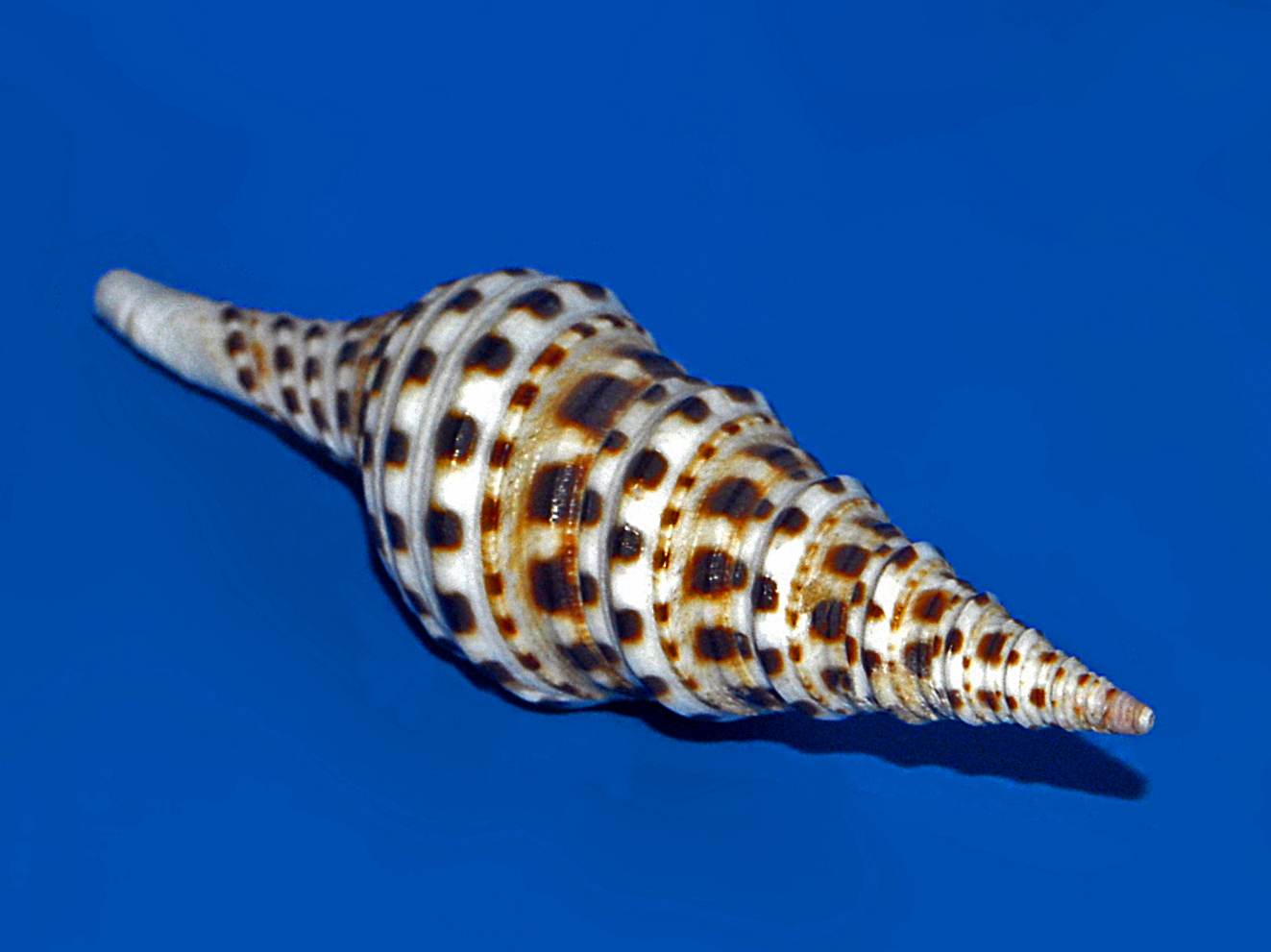
Gehäuse von Turris babylonia, Philippinen

Die Babylon-Turmschnecke (Turris babylonia, häufiges Synonym: Lophiotoma babylonia) ist eine Schnecke aus der Familie der Schlitzturmschnecken, die im westlichen Pazifischen Ozean verbreitet ist und Vielborster (Polychaeta) frisst.

## Merkmale
Das spindelförmige, nicht mehr als 12 Umgänge aufweisende Schneckenhaus von Turris babylonia erreicht bei ausgewachsenen Schnecken eine Länge von etwa 6 bis 10 cm, häufig 7 cm Länge. Die Umgänge haben mehrere spiralig verlaufende Rippen, von denen eine stärke ausgeprägt ist und so die Umgänge gewinkelt erscheinen lässt. Zwischen den Rippen verlaufen erhabene Linien. Die Oberfläche der Schale ist weißlich mit großen, braunen oder annähernd schwarzen Flecken auf den Rippen.

## Verbreitung und Lebensraum
Turris babylonia ist im Indopazifik von Indien über Indonesien bis Melanesien und zu den Philippinen verbreitet. So ist sie auch vor Mauritius und den Maskarenen, an den Salomonen, Papua-Neuguinea und Timor anzutreffen. Sie lebt unter der Gezeitenzone auf Felsen und Sand, vorzugsweise jedoch auf weichem Untergrund.

## Entwicklungszyklus
Wie alle Schlitzturmschnecken ist Turris babylonia getrenntgeschlechtlich. Die Embryonen entwickeln sich über ein kurzzeitiges Trochophora-Stadium zu frei schwimmenden, Plankton fressenden Veliger-Larven, die zum Abschluss der pelagischen Phase niedersinken und zu kriechenden Schnecken metamorphosieren.

## Ernährung
Turris babylonia ernährt sich von Vielborstern (Polychaeta), die sie mit ihren giftigen, mit einer Giftdrüse verbundenen Radulazähnen sticht.